# Списак Срба у Хрватском сабору
Списак Срба у Хрватском сабору представља стисак припадника српске националне мањине у Хрватској који су изабрани за посланике у Парламенту Републике Хрватске од првих парламентарних вишепартијских избора 1990. године у Хрватској до данас.

## Први сазив
Први сазив Хрватског сабора (тада: Сабор Социјалистичке Републике Хрватске) конституисан је 30. маја 1990. године, а мандатима је располагало укупно 356 посланика који су били подељени у три већа и то 80 посланика у Друштвено-политичком већу, 116 посланика у Већу општина и 160 посланика у Већу удруженог рада. Посланици су изабрани на првим вишестраначким парламентарним изборима који су се одржали 22. априла и 7. маја 1990. године. Одлука о распуштању донесена је 1992. године.
Посланици су:
1. Сњежана Бига Фригановић,[1] (СКХ-СДП)
2. Душан Ергарац, (СДС)
3. Душан Зеленбаба, (СДС)
4. Жељко Јовановић, (СКХ-СДП)
5. Раде Јовичић, (СКХ-СДП)
6. Ратко Личина, (СДС)
7. Јован Опачић, (СДС)
8. Милош Петровић, (СКХ-СДП)
9. Симо Рајић, (СКХ-СДП), потпредседник Сабора (25. август 1990 — 4. јануар 1991)
10. Милан Стојановић, (СКХ-СДП)
11. Радослав Тањга, (СДС)
12. Борис Тепшић, (СКХ-СДП)

Српска демократска странка је замрзнула однос са Сабором 18. мајa 1990. године.

## Други сазив
Други сазив Хрватског сабора (тада: Заступнички дом Сабора Републике Хрватске) конституисан је 7. септембра 1992. године, а мандатима је располагало укупно 138 посланика. Посланици су изабрани на парламентарним изборима који су се одржали 2. августа 1992. године. Одлука о распуштању донесена је 2. септембра 1995. године.
Посланици Заступничког дома су:
1. Сњежана Бига Фригановић, (СДП)
2. Срећко Бијелић, (ХНС)
3. Милан Ђукић, (СНС), потпредседник Сабора.
4. Раде Јовичић, (СДП)
5. Живко Јузбашић, (СДП)
6. Миланка Опачић,[3] (СДП)
7. Веселин Пејновић, (СНС)
8. Милош Петровић, (СДП)
9. Милан Стојановић, (СДП)
10. Мирко Танкосић, (ХНС)
11. Борис Тепшић, (СДП)
12. Недељко Томић, (СДП)
13. Драган Хинић, (СНС)

## Трећи сазив
Трећи сазив Хрватског сабора (тада: Заступнички дом Сабора Републике Хрватске) конституисан је 29. новембра 1995. године, а мандатима је располагало укупно 127 посланика. Посланици су изабрани на парламентарним изборима који су се одржали 29. октобра 1995. године. Одлука о распуштању донесена је крајем 1999. године.
Посланици Заступничког дома су:
1. Сњежана Бига Фригановић, (СДП)
2. Срећко Бијелић, (ХНС)
3. Милан Ђукић, (СНС)
4. Веселин Пејновић, (СНС)
5. Милорад Пуповац, (АСХ)

## Четврти сазив
Четврти сазив Хрватског сабора конституисан је 2. фебруара 2000. године, а мандатима је располагао укупно 151 посланик. Посланици су изабрани на парламентарним изборима који су се одржали 3. јануара 2000. године. Одлука о распуштању донесена је 17. октобра 2003. године.
Посланици су:
1. Сњежана Бига Фригановић, (СДП)
2. Милан Ђукић, (СНС)
3. Славко Којић[5], (СДП)
4. Миланка Опачић, (СДП)

## Пети сазив
Пети сазив Хрватског сабора конституисан је 22. децембра 2003. године, а мандатима је располагало укупно 152 посланика. Посланици су изабрани на парламентарним изборима који су се одржали 23. новембра 2003. године. Одлука о распуштању донесена је 22. октобара 2007. године.
Посланицу су:
1. Сњежана Бига Фригановић, (СДП) (до смрти 22. јануара 2005)
2. Ратко Гајица, (СДСС)
3. Перо Ковачевић[6], (ХСП)
4. Миланка Опачић, (СДП)
5. Милорад Пуповац, (СДСС)
6. Војислав Станимировић, (СДСС)

## Шести сазив
Шести сазив Хрватског сабора конституисан је 11. јануара 2008. године, а мандатима располаже укупно 153 посланика. Посланици су изабрани на шестим парламентарним изборима који су се одржали 25. новембра 2007. године. Одлука о распуштању донесена је 28. новембра 2011. године.
Посланици су:
1. Биљана Борзан[3], (СДП)
2. Ратко Гајица, (СДСС)
3. Бранко Грчић[3], (СДП)
4. Жељко Јовановић[3], (СДП)
5. Миланка Опачић, (СДП)
6. Милорад Пуповац, (СДСС)
7. Војислав Станимировић, (СДСС) (мандат у мировању од 15. октобра 2008.[8])
8. Миле Хорват, (СДСС), (заменик Војислава Станимировића)

## Седми сазив
Седми сазив Хрватског сабора конституисан је 22. децембра 2011. године, а мандатима располаже укупно 151 посланика. Посланици су изабрани на седмим парламентарним изборима који су се одржали 4. децембра 2011. године.
Посланици су:
1. Биљана Борзан, (СДП)
2. Зоран Васић, (СДП)
3. Јово Вуковић, (СДСС) (мандат у мировању од 10. октобра 2012. године, заменик Миле Хорват)
4. Бранко Грчић, (СДП) (мандат у мировању, потпредседник Владе Републике Хрватске)
5. Саша Ђујић, (СДП)
6. Жељко Јовановић, (СДП) (мандат у мировању, члан Владе Републике Хрватске)
7. Миланка Опачић, (СДП) (мандат у мировању, потпредседник Владе Републике Хрватске)
8. Милорад Пуповац, (СДСС)
9. Игор Рађеновић, (СДП)
10. Војислав Станимировић, (СДСС) (мандат у мировању од 10. октобра 2012. године, заменик Драган Црногорац)